# Lejeunea reinerae
Lejeunea reinerae là một loài Rêu trong họ Lejeuneaceae. Loài này được Ilkiu-Borges mô tả khoa học đầu tiên năm 2005.